# Encephalartos kisambo
Encephalartos kisambo är en kärlväxtart som beskrevs av Robert Bruce Faden och Henk Jaap Beentje. Encephalartos kisambo ingår i släktet Encephalartos och familjen Zamiaceae. IUCN kategoriserar arten globalt som starkt hotad. Inga underarter finns listade i Catalogue of Life.